# Andrew Gregory Grutka
Andrew Gregory Grutka (* 17. November 1908 in Joliet, Illinois, USA; † 11. November 1993) war der erste Bischof von Gary.

## Leben
Andrew Gregory Grutka empfing am 5. Dezember 1933 das Sakrament der Priesterweihe.
Am 29. Dezember 1956 ernannte ihn Papst Pius XII. zum ersten Bischof von Gary. Der Apostolische Delegat in den Vereinigten Staaten, Erzbischof Amleto Giovanni Cicognani, spendete ihm am 25. Februar 1957 die Bischofsweihe; Mitkonsekratoren waren der Bischof von Kansas City-Saint Joseph, John Cody, und der Bischof von Fort Wayne, Leo Aloysius Pursley.
Am 9. Juli 1984 nahm Papst Johannes Paul II. das von Andrew Gregory Grutka aus Altersgründen vorgebrachte Rücktrittsgesuch an.